# San Vitale, Rom
San Vitale, officiellt benämnd Santi Vitale e Compagni Martiri in Fovea, är en kyrkobyggnad och mindre basilika i Rom, helgad åt den helige Vitalis. Kyrkan är belägen vid Via Nazionale i Rione Monti och tillhör församlingen Santi Vitale e Compagni Martiri in Fovea.
Fresken i absidens halvkupol, Vägen upp till Kalvarieberget, är utförd av Andrea Commodi (1560–1638). Det första altaret på höger hand har målningen De heliga jungfrumartyrerna, utförd av Giovanni Battista Fiammeri (död 1606).

## Titelkyrka
Påve Innocentius I (401–417) stiftade Titulus Vestinae, dagens San Vitale; den upphävdes dock av påve Clemens VIII år 1596. År 1880 återinfördes kyrkan som titulus av påve Leo XIII med titeln Santi Vitale, Valeria, Gervasio e Protasio.
Kardinalpräster under 1900-talet
- Vakant (1894–1902)
- Jan Puzyna de Kosielsko (1902–1911)
- Vakant (1911–1914)
- Louis Nazaire Bégin (1914–1925)
- Vicente Casanova y Marzol (1925–1930)
- Vakant (1930–1935)
- Karel Kašpar (1935–1941)
- Vakant (1941–1946)
- Manuel Arce y Ochotorena (1946–1948)
- Vakant (1948–1953)
- Benjamín de Arriba y Castro (1953–1973)
- František Tomášek (1977–1992)
- Adam Joseph Maida (1994–)

## Bilder
| - Absiden med högaltaret. - De heliga jungfrumartyrerna, utförd av Giovanni Battista Fiammeri. |